# John Patrick Shanley

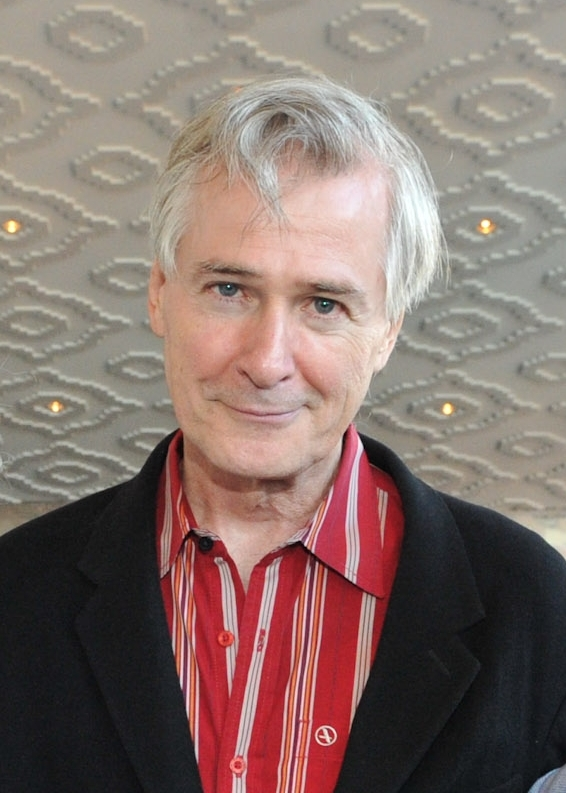
John Patrick Shanley (2011)

John Patrick Shanley (* 3. Oktober 1950 in Bronx, New York City, New York) ist ein US-amerikanischer Theater- und Drehbuchautor irischer Abstammung, er ist außerdem als Theater- und Filmregisseur tätig.

## Werdegang
John Patrick Shanley wurde in einer privaten katholischen Schule von den Mitgliedern der christlichen Orden Christian Brothers und Sisters of Charity unterrichtet. Im Jahr 1977 absolvierte er die New York University.
Für das Drehbuch zum Film Mondsüchtig (1987) erhielt Shanley den Oscar und den Writers Guild of America Award. Für das Stück Doubt wurde er im Jahr 2005 mit dem Pulitzer-Preis für Theater und einem Tony für das beste Theaterstück ausgezeichnet. Im Jahr 2008 verfilmte er den Stoff unter dem Titel Glaubensfrage für die Kinoleinwand mit Meryl Streep, Philip Seymour Hoffman und Amy Adams in den Hauptrollen. Das Filmskript brachte ihm unter anderem Nominierungen für den Golden Globe Award und Oscar ein.
Bereits im Jahr 2007 wurde er in die American Academy of Arts and Sciences aufgenommen.

## Werke (Auswahl)
Theaterarbeiten
- 1982: Welcome to the Moon
- 1983: Danny and the Deep Blue Sea
- 1984: The Dreamer Examines His Pillow
- 2001: Cellini
- 2001: Where’s My Money?
- 2004: Doubt
- 2014: Outside Mullingar

Filmarbeiten
- 1987: Mondsüchtig (Moonstruck)
- 1987: Pinguine in der Bronx (Five Corners)
- 1989: Im Zeichen der Jungfrau (The January Man)
- 1990: Joe gegen den Vulkan (Joe Versus the Volcano) (auch Regisseur)
- 2002: Live aus Bagdad (Live from Baghdad)
- 2008: Glaubensfrage (Doubt) (auch Regisseur)
- 2020: Der Duft von wildem Thymian (Wild Mountain Thyme) (auch Regisseur)